# Філіп Казимир Обухович
Філіп Казимир Обухович (бл. 1600 — 6 вересня 1656) — державний та військовий діяч, урядник, дипломат Речі Посполитої.

## Життєпис
Походив з білоруського шляхетського роду Обуховичів гербу Ясенчик. Син Федора Обуховича, мозирського судді земського. Народився близько 1600 року. Закінчив Замойську академію, де він здобув ґрунтовні знання з красномовства, латинської, грецької мови. У 1617 році опублікував у Замості велику хвалебну промову на честь ордината Томаша Замойського, що започаткувало йому репутацію чудового оратора.
Потім повернувся до Мозиря (тут рід мав значні маєтності), де був войським, ротмістром королівським. У 1632 році його, як знавця прав і місцевих звичаїв, на депутатському сеймику Мозирської шляхти обрали послом (депутатом) до Трибуналу Великого князівства Литовського. 1634 року обирається депутатом до конвакаційного сейму в Вільно. У 1639, 1640, 1645, 1646 роках обирався на вальні сейми від Новогрудського воєводства.
1645 року представляв королівські інтереси на Смоленському сеймику. У 1646 року увійшов до складу делегації для перемовин зі Швецією. У 1648 році його обрано до ради при примасі Мацеї Лубенському. Того ж року як посол від шляхти Мозирського повіту брав участь в обранні короля польського і великого князя литовського на елекційному сейм у Варшаві. Більшістю голосів Посольська ізба обрала його маршалком сейму. З 6 жовтня по 23 листопада 1648 року Філіп Обухович керував засіданнями і оприлюднив прийняте рішення: еоролембуло обрано Яна Казимира Вазу. Невдовзі отримав від останнього староства озьке, цириньське і бельське.
У 1649 році призначається великим писарем литовським (перебував на посаді до 1653 року). 1650 року очолював посольство до Трансильванії, а 1651 року — до московського царя Олексія I для укладення оборонного союзу проти Кримського ханства. У 1653 році брав участь у битві при Жванці, де війська Богда Хмельницького завдали поразки армії Речі Посполитої. Того ж року брав участь у боях під Сучавою з козаками Тимоша Хмельницького. 
У 1653 року призначається воєводою вітебським, завдяки чому став сенатором Речі Посполитої. 25 серпня 1653 року призначається воєводою смоленським. Але це призначення викликало опір гетьмана Я. Радзивілла і колишнього підвоєводи смоленського П. Вязевича, які не бажали пускати Обуховичах до смоленського замку, налаштувавши і збунтувалися проти нього жовнірів. Смоленська шляхта теж виступила на сеймику проти такого призначення. Лише 21 грудня 1653 військова залога смоленської фортеці відкрила свої ворота перед новим воєводою. Філіп Казимир Обухович взявся за підготовку Смоленська до можливої оборони: оновлював стіни, насипав вали, підвозив до фортеці провіант.
Очолював оборону Смоленська в 1654 році, маючи 6 тис. жовнірів. Йому протистояло військо у 25 тис. московських вояків. Після 4-місячної облоги внаслідок зради німецьких найманців місто було здане московськими військами. після повернення до Литви було звинувачено у зраді. Був тимчасово виведений із числа сенаторів, окрім того, на його адресу посипалися приватні звинувачення й глузування. Зокрема, новогрудський шляхтич Кипріан Комоняка (Кононенко) написав уїдливого листа, у якому глузливо висміював Ф. Обуховича: "Lepiej było Panie Filipie siedzieć tobie w Lipie" («Краще було б тобі, Філіпе, сидіти в Липі»).
Влітку 1655 року суд сейму почав розглядати справу Обуховича, але завдяки заступництву Павла Яна Сапіги і короля Яна II Казимира розгляд справи про зраду було відкладено, і Філіпу Казимиру Обуховичах надали можливість виправдати свою честь і репутацію в бою. 1656 року увійшов до Тишовецької конфедерації.
Як полковник війська литовського в липні 1656 року брав участь в облозі Варшави, захопленої шведами. Командуючи полком у складі військ Сапіги, дійшов з боями до Берестя, але незабаром захворів і помер. Реабілітація Обуховича відбулася в 1658 році. Поховали його в Новогрудку в єзуїтському костьолі в родинному склепі.

## Нариси
Залишив польськомовний «Діаріуш» («Щоденник»), опублікований вперше в 1859 році М. Балінським (вдруге Г.Люлевичем 2003 року). В ньому надав опис суспільно-політичне життя Речі Посполитої в 1630—1654 роках, військових подій під час війни 1648—1654 років та міжнародні відносини в Східній Європі. Козацьке повстання під проводом Б.Хмельницького він трактує як "велику божу кару", як "сваволю козаків, які забули страх Божий і присягу королеві", "ребелію хлопську", Хмельницького називає зрадником. 
Також містить історію посольства до Москви, характеристику тодішніх відносин Речі Посполитої та Московського царства. Після смерті пана Філіпа Казимира традиція написання мемуарів була продовжена його синами Міхалом Леоном і Теодором Єронімом.
Крім того, Обухович складав вірші латиною.

## Родина
Дружина — Софія Обринська
Діти:
- Теодор Єронім (1642—1707), каштелян новогрудський
- Міхал Леон (д/н—1668), стражник великий литовський